# 拉佩吕斯
拉佩吕斯（法語：La Péruse，法語發音：[la peʁyz]）是法国夏朗德省的一个旧市镇，属于孔福朗区。该旧市镇总面积8.52平方公里，2009年时的人口为511人。

## 人口
拉佩吕斯人口变化图示